# 馬六甲直轄殖民地
麻六甲直轄殖民地是英國的直轄殖民地，其存在於1946年至1957年間。1824年英荷條約簽署後，其歸於英國。馬六甲在1946年之前一直是海峽殖民地的其中一個組成部分。
第二次世界大戰期間，此地於1942年至1945年被大日本帝國佔領。二戰後海峽殖民地解散，檳城和麻六甲轉變為馬來亞聯合邦的一部分，並作為英國的直轄殖民地。而新加坡則轉變為與馬來亞不同的獨立的殖民地。1955年，東姑·阿布都拉曼與英國人進行會議，討論透過與馬來亞聯合邦合併來結束英國在麻六甲的統治。1957年8月31日，馬來亞從英國獨立，麻六甲成為聯的一部分，後來其與英屬婆羅洲的其他領土合併後稱為馬來西亞。

## 專員
- 1945年9月-1946年3月31日，詹姆斯·考爾德（代理）
- 1946年-1947年11月，愛德華·維克多·格雷斯·戴
- 1947年11月24日-1949年3月7日，約翰·法爾科納
- 1949，威廉·塞西爾·泰勒
- 1949年10月25日-1954年，喬治·埃文斯·卡梅倫·威斯多姆
- 1950年12月20日-1951年1月9日，喬納森·埃德加·梅雷迪斯·凱夫
- 1951年12月20日-1952年1月6日，喬納森·埃德加·梅雷迪斯·凱夫
- 1952年4月18日-1952年10月21日，哈羅德·喬治·哈米特
- 1954年4月21日-1957年8月31日，哈羅德·喬治·哈米特
- 1954年8月28日-1954年9月15日，富爾瓦·魯伯特·卡文·福爾
- 1956年9月25日-1957年2月，莫里斯·約翰·海沃德
- 1957年，阿爾伯特·威廉·尼科爾森